# José Carrillo Mancilla
José Carrillo Mancilla (sinh 4 tháng 3 năm 1995), hay đơn giản José Carrillo là một cầu thủ bóng đá Tây Ban Nha ở vị trí trung vệ.

## Sự nghiệp câu lạc bộ
José Carrillo ra mắt chuyên nghiệp ngày 29 tháng 7 năm 2017, trước FC Nitra.